# Samuel I Chaceres
Samuel I Chaceres, gr. Σαμουήλ, imię świeckie Skarlatos Chazteris, gr. Σκαρλάτος Χαντζερής (ur. ok. 1700 w Stambule, zm. 10 maja 1775) – ekumeniczny patriarcha Konstantynopola w latach 1763–1768 i 1773–1774.

## Życiorys
Pierwsze jego panowanie jako patriarchy trwało od 24 maja 1763 do 5 listopada 1768 r. Drugie panowanie miało miejsce od 17 listopada 1773 do 24 grudnia 1774 r. Oba panowania zostały zakończone wygnaniem na Górę Athos. Zmarł 10 maja 1775.